# Аксіопедагогіка
Аксіопедагогіка  – це наука прикладного характеру, яка ґрунтується на психолого-педагогічному та філософському знаннях. Аксіопедагогіка узагальнює систему психолого-педагогічних та філософських знань про людину як особливий психофізіологічний  феномен  та найвищу  цінність  суспільства. Передумовою виникнення аксіопедагогіки є ціннісна концепція, запропонована у роботах вітчизняних (І. Бех, М. Євтух, І. Зязюн, О. Савченко, С. Сисоєва та ін.) і зарубіжних ( J. W. Atkinson ,  R. Inglehart ,  A. Maslow ,  M. Rokeach ,   G. Haydon ,  S. Schwartz , М. Яницкий та ін.) вчених, в епіцентрі яких розташовані класичні результативно-ціннісні теорії з вивчення мотивації до освіти і науки як загальнолюдських цінностей.
 Об’єктом  дослідження аксіопедагогіки є особливості генези, функціонування та формування ціннісно-смислової сфери педагога в процесі професійної підготовки.
Предметом  аксіопедагогіки є дослідження: 
1.	Передумов та чинників становлення ціннісно-смислової сфери педагога.
2.	Змісту, структури та особливостей ціннісно-смислової сфери педагога як психофізіологічного та аксіологічного феномену.
3.	Закономірностей, етапів та рівнів сформованості ціннісно-смислової сфери педагога у процесі професійної підготовки та діяльності.
4.	Форм та методів ціннісної мотивації як чинника ефективного набуття професійних компетенцій.
5.	Системи цінностей, обґрунтованих з точки зору філософської та педагогічної науки, що визначає спрямування професійної діяльності педагога та забезпечує психодіагностичний супровід його життя.
Аксіопедагогіка покликана виконувати цілу низку важливих суспільних  функцій :
1) пізнавально-методологічну функцію, що пов'язана з фундаментальними завданнями пізнання феномену ціннісно-смислової сфери педагога та проблеми її формування та корекції;
2) світоглядну функцію, що зумовлена філософським та педагогічним змістом аксіопедагогіки, який відкриває шлях до позитивних трансформацій ціннісно-смислової сфери педагога у процесі професійної підготовки та діяльності;
3) освітньо-виховну функцію, що спрямована на практичне застосування та реалізацію різноманітних форм та методів ціннісної мотивації як чинника ефективного набуття професійних компетенцій педагогом-початківцем (студентом педагогічних  ВНЗ );
4) практично-регулятивну функцію, яка має прикладний характер і безпосередньо пов'язана з вирішенням актуальних завдань пошуку та формування системи цінностей, що визначатиме гуманістичне спрямування професійної діяльності педагога та забезпечуватиме психодіагностичний супровід його професійної діяльності та повсякденного життя.
Аксіопедагогіка постає у  теоретичній та  навчальній  формах. 
 Теоретична  аксіопедагогіка функціонально має завданням пошук, формування та осмислення змісту структури та особливостей ціннісно-смислової сфери педагога як психофізіологічного та аксіологічного феноменів, а також з’ясуванням закономірностей, етапів та рівнів сформованості ціннісно-смислової сфери педагога у процесі професійної підготовки та діяльності.
Аксіопедагогіка як  навчальна дисципліна  має на меті інкорпорацію новітніх гуманістичних, морально-етичних цінностей та імперативів мислення у свідомість, вміння та навички студентів педагогічних ВНЗ як майбутніх представників педагогічного співтовариства. Серед найактуальніших завдань аксіопедагогіки як навчальної дисципліни є створення проблемно-орієнтованої освіти на ґрунті комплексу психолого-педагогічних та філософських знань з метою формування гуманістично зорієнтованої ціннісно-смислової сфери педагога в процесі професійної підготовки.

## Історія
Засновником нового педагогічного напряму  «аксіопедагогіка» є професор Юрій Володимирович Пелех, доктор педагогічних наук, проректор з наукової роботи і міжнародних зв'язків Міжнародного економіко-гуманітарного університету імені академіка Степана Дем’янчука, м. Рівне (Україна).